# Лонг-Бранч (Нью-Джерси)
Лонг-Бранч (англ. Long Branch) — курортный город на восточном побережье США в округе Монмут, штат Нью-Джерси.
Население 31 тысяча человек (по состоянию на 2010 год).
Расположен на побережье Атлантического океана, в районе, известном как Побережье Нью-Джерси (англ. Jersey Shore), к югу от Нью-Йорка, в зоне морского климата, с мягкой зимой (средняя температура января около 0 °С) и тёплым летом (средняя температура июля около 23 °С); годовая норма осадков — около 1000 мм.
С XVIII века местность популярна, как место отдыха с морскими купаниями; Лонг-Бранч является самым старым курортом страны, и до сих пор известен как один из лучших курортов восточного побережья. Первое поселение зарегистрировано в 1668 году, на земле приобретенной у делаваров. Развитие летнего климатического курорта началось в 1780-х годах, особо популярным курорт стал во время позолоченного века, здесь была летняя резиденция нескольких президентов США. Лонг-Бранч был выделен в отдельную административную единицу из тауншипа Ocean в 1867 году, статус города с 1903 года.
В городе имеется широкий песчаный пляж, множество отелей, развиты услуги для туристов. Кроме этого, имеются предприятия текстильной индустрии и электроники, действует отделение частного университета Monmouth University.